# سيمون باستور
سيمون باستور (بالفرنسية: Simon Pasteur)‏ هو لاعب كرة قدم كاميروني في مركز الوسط، ولد في 20 فبراير 1988 في الكاميرون. لعب مع يونيون دوالا.

## وصلات خارجية
- سيمون باستور على موقع Soccerway.com (الإنجليزية)